# Robert Ehrlich
Pour les articles homonymes, voir Ehrlich.
Robert Leroy Ehrlich, Jr., dit Bob Ehrlich, né le 25 novembre 1957 à Arbutus (Maryland), est un homme politique américain, membre du Parti républicain et 60e gouverneur de l'État du Maryland de 2003 à 2007.

## Biographie
Diplômé en droit des universités de Princeton et Wake Forest, il a d'abord été élu à Chambre des délégués de l'État du Maryland de 1987 à 1995 avant d'être élu de 1995 à 2003 à la Chambre des représentants des États-Unis pour le 2e district de l'État.
En novembre 2002, il est élu gouverneur du Maryland avec 51 % des suffrages contre 48 % à la démocrate Kathleen Kennedy Townsend, une membre de la famille Kennedy.
Ehrlich est le premier gouverneur républicain du Maryland depuis Spiro Agnew en 1969. Ehrlich est connu pour être notamment un partisan actif de la peine de mort. Cependant, il est un sponsor du Innocence and Protection Act.
En novembre 2006, au cours des élections des gouverneurs, bien qu'ayant remporté la quasi-totalité des comtés du Maryland, il n'obtient que 46 % des suffrages face à son adversaire démocrate, le maire de Baltimore, Martin O'Malley (53 % de voix), largement vainqueur dans les 3 comtés les plus peuplés de l'État dont celui de la ville de Baltimore.